# Cordillère de Vilcanota

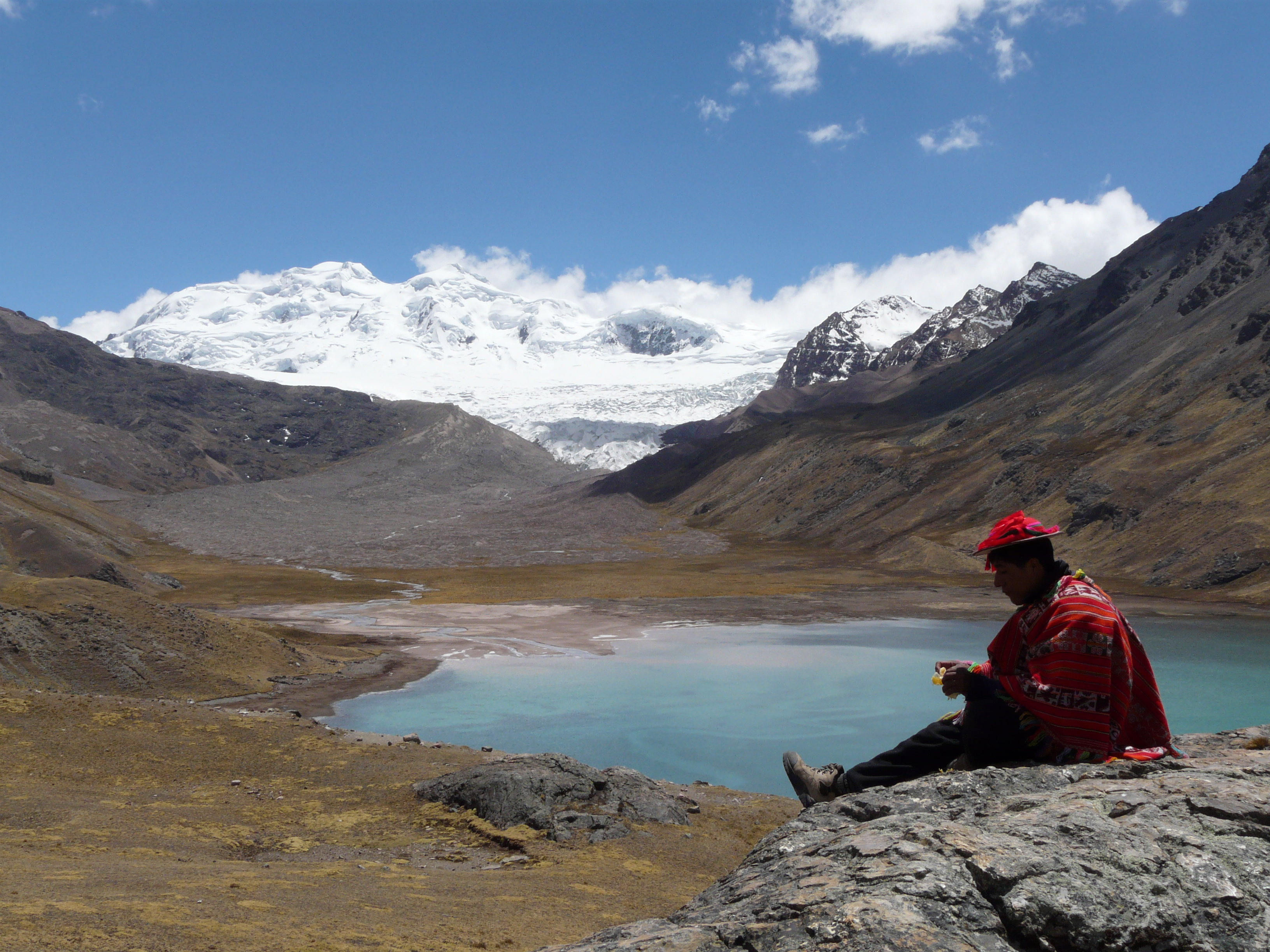
Vue du lac Siwinaqucha avec le Chumpi à l'arrière plan.

Vue panoramique depuis le sommet du Qampa.

La cordillère de Vilcanota (graphie hispanisée de Willkanuta qui vient de l'aymara willka « culte / soleil », -n(i) un suffixe, et uta « maison », Willkanuta signifie donc littéralement la « maison du soleil ») est une cordillère située à l'est de la ville de Cuzco, dans la région de Cuzco, au Pérou. Elle s'étend entre 13°39' et 14°29'S de longitude et 70°31' et 71°20'W de latitude, sur environ 120 km. Elle compte 469 glaciers.
À l'est, les rivières San Gabán et Azángaro marquent une frontière naturelle avec la cordillère de Carabaya (en). La cordillère La Raya près du col La Raya est parfois considérée comme faisant partie de la cordillère de Vilcanota.

## Montagnes
Le point culminant du massif est l'Ausangate (6 384 m) qui est également la 4e montagne la plus élevée du Pérou. Parmi les autres sommets notables de la cordillère figurent ceux appartenant au groupe Ayakachi, au nord de la cordillère. Ces sommets sont listés ci-dessous,,, :
- Qullpa Ananta, 6 110 m
- Chumpi, 6 106 m
- Allqamarinayuq, 6 102 m
- Hatunuma 6 093 m
- Yayamari, 6 049 m
- Wisk'achani,  6 000 m
- Wila Jaqhi, 5 900 m
- Hapu Punta 5 850 m
- Hatun Ñañu Punta 5 812 m
- Kuntur Ikiña, 5 780 m
- Quyllur Puñuna, 5 743 m
- Kiru (or Sallqantay), 5 720 m
- Awsanqati, 5 714 m
- Kiswarniyuq, 5 700 m
- Q'iwisiri, 5 700 m
- Kisu Q'ipina,  5 650 m
- San Braulio, 5 650 m
- Iskupitani, 5 600 m
- Puka Punta, 5 600 m
- Wamanripayuq, 5 600 m
- Khunurana, 5 553 m
- Kuntur T'uqu, 5 550 m
- Wayruru Punku, 5 550 m
- Qullqip'unqu, 5 522 m
- Pumanuta, 5 516 m
- Japu Japu, 5 500 m
- Millu, 5 500 m
- Uriyuq, 5 500 m
- Usqullu Ananta, 5 500 m
- Yana Qaqa, 5 500 m
- Sinaqara, 5 471 m
- Ayakachi, 5 470 m
- Pantipata, 5 450 m
- Kimsachata, 5 442 m
- Quyllur Rit'i, 5 402 m
- Apu K'uchu, 5 400 m
- Chilinita, 5 400 m
- Hatun Qinamari 5 400 m
- Hatunk'uchu 5 400 m
- Istalla, 5 400 m
- Jarupata, 5 400 m
- Kunkapata 5 400 m
- Kunkunani 5 400 m
- Mulluqucha, 5 400 m
- Puka Salla, 5 400 m
- Phaq'u, 5 400 m
- Qullqi, 5 400 m
- Q'umirqucha, 5 400 m
- Saqsa Ananta, 5 400 m
- Wasaqucha, 5 400 m
- Hatun Allpapata, 5 390 m
- Qillita, 5 386 m
- Waykintani, 5 350 m
- Jach'a Tira, 5 320 m
- Pukaqucha, 5 320 m
- Uturunqani, 5 305 m
- Ananta 5 300 m
- Chawpi Makitu, 5 300 m
- Chuwallani, 5 300 m
- Huch'uy Milla, 5 300 m
- Jamp'atuni, 5 300 m
- Jaqhichuwa, 5 300 m
- Khunurana, 5 300 m
- Qillwaquta, 5 300 m
- Quchak'uchu, 5 300 m
- Q'iwisiri, 5 300 m
- Sanimayu, 5 300 m
- Sullulluni, 5 300 m
- Surapata, 5 300 m
- Suyu Parina, 5 300 m
- Unu Lluqsina, 5 300 m
- Wisa Wisa, 5 300 m
- Qhupu Kunka, 5 295 m
- Tuqllayuq, 5 291 m
- Q'uli, 5 290 m
- Minasniyuq, 5 248 m
- Wampuni, 5 248 m
- Ananta, 5 200 m
- Chullumpina, 5 200 m
- Hatun Punta, 5 200 m
- Hatun Sallika, 5 200 m
- Inkaqucha, 5 200 m
- Kimsa Chata, 5 200 m
- Kuntur Sayani, 5 200 m
- Llusk'a Rit'i (in Corani), 5 200 m
- Llusk'a Rit'i, 5 200 m
- Machu Rit'i, 5 200 m
- Pariyuq, 5 200 m
- Pata Q'ispi Kancha, 5 200 m
- Pichaqani, 5 200 m
- Quri Pintay, 5 200 m
- Qhuna Tira, 5 200 m
- Q'ataw Tira, 5 200 m
- Runku Tawqa, 5 200 m
- Salla Tira, 5 200 m
- Sampu, 5 200 m
- Sayrik'uchu, 5 200 m
- Surimani, 5 200 m
- Taruka Sayana, 5 200 m
- Tutha Llipiña, 5 200 m
- Urqu Puñuna, 5 200 m
- Utt'aña, 5 200 m
- Waman Lipani, 5 200 m
- Wamanripayuq, 5 200 m
- Wanakuni, 5 200 m
- Wanqani Apachita, 5 200 m
- Wari Sayana, 5 200 m
- Wiluyu, 5 200 m
- Wiqu, 5 200 m
- Yana Q'asa, 5 200 m
- Q'uli Pata, 5 172 m
- Puka Q'asa, 5 165 m
- Kuntur Sallani, 5 102 m
- Ananta K'uchu, 5 100 m
- Anka Wachana, 5 100 m
- Anka Wachanan, 5 100 m
- Chachakumani, 5 100 m
- Chachakumayuq, 5 100 m
- K'ark'apata, 5 100 m
- Mamanlipani, 5 100 m
- P'iya Qhuyani, 5 100 m
- Q'illu Kunka, 5 100 m
- Rit'iqucha, 5 100 m
- Sallaqucha, 5 100 m
- Wila Kunka, 5 100 m
- Wilaquta, 5 100 m
- Willu Punchu, 5 100 m
- Yana Urqu, 5 100 m
- Inti Qhawana, 5 099 m
- Allqamarina, 5 085 m
- Wisk'achani, 5 065 m
- Sumpiruni, 5 063 m
- Q'umirqucha, 5 060 m
- Qinamari, 5 054 m
- Pisqu Pata, 5 037 m
- Silla Qhata, 5 037 m
- Yanaqucha, 5 025 m
- Ch'iyar K'ark'a Pata, 5 014 m
- Anta P'unqu, 5 000 m
- Chachakumani, 5 000 m
- Chuqurusi, 5 000 m
- Hatun Rit'iyuq, 5 000 m
- Hatun Sallayuq, 5 000 m
- Hatun Tiyana, 5 000 m
- Hatun Yuraq Qaqa, 5 000 m
- Illaq Urqu, 5 000 m
- Kuntur Sayana, 5 000 m
- K'ayrani 5 000 m
- Pata Anqasi, 5 000 m
- Pirwani, 5 000 m
- Puka Ch'uwaña, 5 000 m
- P'isqiyuq, 5 000 m
- Qullpa Qaqa (Puno), 5 000 m
- Qullpa Qaqa, 5 000 m
- Qullqitawqa, 5 000 m
- Q'illu Sallayuq, 5 000 m
- Q'illu Wallayuq, 5 000 m
- Q'umirqucha, 5 000 m
- Rit'i Wasi, 5 000 m
- Salla Wanqani, 5 000 m
- Siwarani, 5 000 m
- Sura K'uchu, 5 000 m
- Tarujani, 5 000 m
- T'uqra, 5 000 m
- Uqi Kunka, 5 000 m
- Willulluni, 5 000 m
- Yana K'uchu, 5 000 m
- Yana Sallayuq, 5 000 m
- Yana Urqu, 5 000 m
- Yanaqucha (in Carabaya), 5 000 m
- Yanaqucha (Carabaya-Melgar), 5 000 m
- Yuraq Q'asa, 5 000 m
- Yuraq Salla, 5 000 m
- Yuraq Wayruru, 5 000 m
- Ch'iyar Jaqhi (Cuzco-Puno), 4 900 m
- Ch'iyar Jaqhi (Melgar), 4 900 m
- P'uykutuni, 4 900 m
- Qiwllaqucha, 4 900 m
- Qullpa Qaqa, 4 900 m
- Wayruruni, 4 900 m
- Wiskana, 4 900 m
- Chiri Unuyuq, 4 800 m
- Hatun Wayq'u, 4 800 m
- Huch'uy Ananta, 4 800 m
- Jaqhi Wat'a, 4 800 m
- Kuntur Sinqa, 4 800 m
- Pirwani, 4 800 m
- Puka Parina, 4 800 m
- Qaqa Chaka, 4 800 m
- Qillqata, 4 800 m
- T'ipa Q'asa, 4 800 m
- Urqu Puñuna, 4 800 m
- Waracha, 4 800 m
- Waylla Wit'u, 4 800 m
- Wila Pata, 4 800 m
- Wila Sirka 4 800 m
- Yana Urqu, 4 800 m
- Yana Urqu, 4 800 m
- Yuraq Q'asa, 4 800 m
- Kicha Qaqa, 4 600 m
- Qullpa Qaqa, 4 600 m
- Yuraq Qaqa, 4 600 m

## Lacs
Le lac Siwinaqucha est le plus important des 22 lacs situés dans la cordillère de Vilcanota suivi du lac Sinkrinaqucha, situé au nord-ouest. Parmi les autres lacs notables figurent l'Armaqucha, le Hatun Pukaqucha, le Pukaqucha et le Warurumiqucha.